# Mariachi Hotel
Mariachi Hotel è il primo album della pop rock band Rio, uscito in Italia il 1º ottobre 2004.
Ai tempi dell'uscita il disco costava solo 10 euro, per protesta contro i costi eccessivi della musica.

## Singoli
Il primo singolo ufficiale tratto dall'album Mariachi Hotel dei Rio è Sei Quella Per Me.

## Tracce
1. Sei quella per me (feat. Aline Wirley)
2. Mariachi Hotel
3. L'ultima cellula
4. La mia città
5. Giostra
6. Fatti luce
7. Portami da te
8. Dolce metà